# Uğur Pamuk
Uğur Pamuk (ur. 26 czerwca 1989 w Bielefeld, Niemcy) – azerski piłkarz grający na pozycji napastnika. W reprezentacji Azerbejdżanu zadebiutował w 2012 roku.